# Inina
Inina – uroczysko, dawna miejscowość w Polsce, w województwie zachodniopomorskim, w powiecie goleniowskim, w gminie Goleniów.
Obecnie miejscowość niezamieszkana. W miejscu dawnej Ininy znajdują się resztki dawnego osadnictwa. Okolice to łąki, pola oraz Puszcza Goleniowska. W pobliżu miejscowości przepływa rzeka Ina.

## Historia
Początki osadnictwa sięgają czasów średniowiecza. W X wieku znajdowała się tutaj osada obronna oraz niewielki port rzeczny. Bogusław X w 1475 r. nakazał w tym miejscu budowę Zamku Myśliwskiego. Budowa zamku trwała 20 lat. W połowie XVII wieku po zamku nie został żaden ślad. W tym okresie ziemie te należały do dynastii Gryfitów. 
Przed 1945 r. wieś należała do Niemiec, do prowincji Pomorze, rejencji szczecińskiej, w powiecie Naugard (do 1939 w powiecie Randow).
Wieś po II wojnie światowej została włączona do miasta Goleniów, jednak w 1968 została wydzielona jako osobna miejscowość.
Do 1945 r. poprzednią niemiecką nazwą osady była Ihnaburg. W 1948 r. ustalono urzędowo polską nazwę osady Inina.